# Piper vicosanum
Piper vicosanum é uma espécie de  planta do gênero Piper e da família Piperaceae. 

## Taxonomia
A espécie foi descrita em 1966 por Truman G. Yuncker. 
São conhecidas as seguintes subspécies de Piper vicosanum Yunck.:  
- Piper vicosanum Yunck. var. vicosanum
- Piper vicosanum Yunck. var. scandens

## Forma de vida
É uma espécie terrícola e arbustiva. 

## Uso
É usada na medicina popular como anti-inflamatório.

## Descrição
Arbusto glabro; pecíolo glabro; lâmina foliar com a base assimétrica, o lado mais curto agudo, o mais longo, arredondado, obtuso, às vezes, levemente cordado; nervuras secundárias 10, impressas na face adaxial, glabras ou obscuramente pubescente em direção à margem; pedúnculo glabro; espiga de 4 cm de comprimento, curto-apiculada; bráctea floral levemente papilosa no ângulos.  

## Conservação
A espécie faz parte da Lista Vermelha das espécies ameaçadas do estado do Espírito Santo, no sudeste do Brasil. A lista foi publicada em 13 de junho de 2005 por intermédio do decreto estadual nº 1.499-R. 

## Distribuição
A espécie é endêmica do Brasil e encontrada nos estados brasileiros de Alagoas, Amazonas, Bahia, Distrito Federal, Espírito Santo, Goiás, Maranhão, Minas Gerais, Mato Grosso do Sul, Mato Grosso, Pernambuco, Paraná, Rio de Janeiro, Roraima e São Paulo. 
A espécie é encontrada nos  domínios fitogeográficos de Floresta Amazônica, Cerrado e Mata Atlântica, em regiões com vegetação de cerrado, floresta estacional semidecidual e floresta ombrófila pluvial.